# Wolf-Hendrik Beyer
Wolf-Hendrik Beyer (* 14. Februar 1972 in Düsseldorf) ist ein ehemaliger deutscher Hochspringer mit einer persönlichen Bestleistung von 2,38 m.

## Leben und Wirken
Wolf-Hendrik Beyer begann seine Laufbahn bei der LG Hilden, wechselte aber kurze Zeit später zur LG Bayer Leverkusen, wo er bis zum Ende seiner Karriere blieb. Trainingspartner wie Carlo Thränhardt und Heike Henkel und insbesondere sein Trainer Gerd Osenberg verhalfen ihm zu einer erfolgreichen Laufbahn.
Bei den Deutschen Meisterschaften 1992 in München, die gleichzeitig der Qualifikationswettbewerb für die Teilnahme an den Olympischen Spielen 1992 in Barcelona waren, setzten sich Beyer und Ralf Sonn mit jeweils übersprungenen 2,32 m gegen Dietmar Mögenburg und Carlo Thränhardt durch. Nominiert für die Olympischen Spiele 1992 wurden Sonn, Beyer und Mögenburg. Bei den  Olympischen Spielen scheiterte Beyer in der Qualifikation, nachdem er im dritten Versuch 2,20 m übersprungen hatte.
1994 erreichte Beyer bei den Halleneuropameisterschaften in Paris mit übersprungenen 2,33 m den dritten Platz und übersprang beim Hochsprungmeeting in Weinheim seine persönliche Hallenbestmarke von 2,38 m. Diese Leistung ist bis heute Deutscher Juniorenhallenrekord (U23) und der vierte Platz in der ewigen deutschen Hallenbestenliste. Sein bestes Freiluftergebnis erzielte Beyer bei den Deutschen Meisterschaften 1993 im Wedaustadion in Duisburg mit übersprungenen 2,33 m. Damit liegt er auf dem neunten Platz in der ewigen deutschen Bestenliste.
Beyer beendete seine Laufbahn 1996, da er selbst das Gefühl hatte, mit den übersprungenen 2,38 Metern das für ihn Mögliche erreicht zu haben. Bei einer Körpergröße von 2,00 Metern betrug sein Wettkampfgewicht 89 Kilogramm.
2006 versuchte Beyer ein Comeback. Er begann Ende 2006 mit seinem ehemaligen Trainer Gerd Osenberg das Aufbau-Training in Leverkusen, bis ihn im September 2007 ein Meniskusriss im rechten Knie zum endgültigen Aus der Hochsprunglaufbahn zwang.
Beyer ist seit 2006 verheiratet und Vater eines Sohnes. Er ist Pate von „SMS. Sei schlau. Mach mit. Sei fit.“, einer Initiative des Deutschen Diabetes-Zentrums in Düsseldorf.

## Titel und Bestleistungen
- 1990: CISM Militärweltmeister in Kajaani (Finnland)
- 1992: Deutscher Hallenvizemeister mit 2,31 m[3]
- 1992: Deutscher Vizemeister mit 2,32 m[4]
- 1992: Teilnahme an den Olympischen Spielen Barcelona
- 1993: Sieger beim Hallenhochsprungmeeting Berlin mit 2,36 m
- 1993: Deutscher Hallenvizemeister mit 2,32 m[3]
- 1993: Deutscher Meister mit 2,33 m[4]
- 1994: Deutscher Hallenmeister mit 2,34 m[3]
- 1994: Deutscher Meister mit 2,30 m[4]
- 1994: 3. Platz bei den Halleneuropameisterschaften Paris
- 1994: Sieger beim Hallenhochsprungmeeting Weinheim mit 2,38 m
- 1994: Europacup-Sieger in Birmingham mit 2,25 m[5]
- 1995: Deutscher Meister mit 2,30 m[4]

Beyer hält bis heute den am 18. März 1994 in Weinheim aufgestellten deutschen Hallenrekord für Junioren (U23) mit übersprungenen 2,38 m.